# حلقة برميل الأسيد
حلقة برميل الأسيد (بالإنجليزية:The Vat of Acid Episode) هي الحلقة الثامنة من الموسم الرابع من مسلسل الرسوم المتحركة التلفزيوني من إنتاج أدلت سويم ريك ومورتي. تأليف جيف لوفينيس وألبرو لوندي وإخراج جاكوب هير، تم بث الحلقة في 17 أيار 2020 في الولايات المتحدة. فازت بجائزة Primetime Emmy Award لأفضل برنامج رسوم متحركة.

## الحبكة
يلتقي ريك ومورتي مع رجال العصابات الفضائيين في مصنع لتبادل البلورات القيمة. يخونهم رجال العصابات ويقوم ريك بتزييف موته ومورتي بالقفز في وعاء من الحمض المزيف. ومع ذلك، فإن رجال العصابات لا يغادرون على الفور، وبدلاً من ذلك يناقشون مشاعرهم ويختبرون حموضة الحوض. ينفد صبر مورتي في النهاية، ويكشف عن الحيلة ويجبر ريك على قتل رجال العصابات. يصر مورتي على أن وعاء الحمض كان فكرة سيئة ويخشى ريك عدم أخذ أي من أفكاره على محمل الجد. لقد حث ريك على إنشاء زر «حفظ نقطة» محمول يمكن للمرء العودة إليه من أجل الهروب من الموت أو تصحيح أخطائه. يلين ريك ويصنع جهاز تحكم عن بعد خاص، يأخذ مورتي دون انتظار شرح لكيفية عمله.
يستخدم مورتي الزر لارتكاب العديد من الجرائم والمقالب، ويعيد ضبط نفسه في كل مرة لتجنب أي عواقب. في النهاية، بدأ علاقة مع فتاة، وقع في حبها. عندما ينتهي بهم المطاف في الجبال بعد تحطم طائرة، يفكر مورتي في استخدام جهاز التحكم عن بعد، لكنه يدعو إلى الإنقاذ بدلاً من ذلك، لأن نقطة الحفظ الأخيرة كانت مباشرة قبل لقاءهم. ومع ذلك، بعد أن يتم إنقاذهم، يقوم جيري عن غير قصد بتنشيط جهاز التحكم عن بعد. ثم يفشل مورتي في إعادة إنشاء العلاقة ويقوم بطريق الخطأ بالكتابة فوق نقطة الحفظ.
يعترف مورتي لريك بأنه تعلم الدرس الصعب وهو أن العواقب تحدد من سيصبح الشخص وتعطي خيارات الشخص معنى. يكشف ريك الذي يشعر بالرضا عن نفسه أن جهاز التحكم عن بُعد لا يعيد ضبط أي شيء، ولكنه بدلاً من ذلك ينقل مورتي إلى بُعد بديل، ويقتل مواطن مورتي إلى هذا البعد حتى يتمكن مورتي من أخذ مكانه. مرعوب، مورتي يتوسل ريك للتراجع عن كل شيء. يدمج ريك جميع الأبعاد البديلة، مما يتسبب في عذاب مورتي الشديد. في حين أن هذا يبطل موت مورتي البديل، فإن جميع الأشخاص في تلك الأبعاد الذين كانوا على علم بجرائم مورتي هم الآن في هذا البعد المدمج، وينزلون كجماعة غاضبة على منزل ريك ومورتي، مطالبين باستسلامه. يوفر ريك هروباً واحداً فقط: القفز في وعاء من الأحماض المزيفة لتزييف وفاته. مورتي على مضض يمتثل. مقتنعاً بإثبات وجهة نظره، يكشف ريك أنهم كانوا في بُعد بديل طوال الوقت، لأنه لم يرغب في إضاعة بُعد منزلهم.
في مشهد ما بعد إنتهاء الحلقة، ظهر أحد رجال الشرطة الحاضرين في حصار منزل سميث، والذي اعتقد أنه منيع للحمض، في The Tonight Show بطولة جوني كارسون (ما زال جوني كارسون على قيد الحياة في هذا البعد). يخفض نفسه في وعاء من حمض حقيقي، مما يؤدي إلى وفاته المؤلمة.

## الإنتاج والكتابة
الحلقة التي تم الكشف عنها بعنوان «حلقة فات من الحمض» في 14 نيسان 2020، من إخراج جاكوب هير وكتابة جيف لوفينيس وألبرو لوندي.

## إستقبال

### البث والتقييمات
تم بث الحلقة بواسطة أدلت سويم في 17 أيار 2020. وفقاً لـ Nielsen Media Research، شوهدت حلقة «حلقة برميل الأسيد» من قبل 1.26 مليون مشاهد منزلي في الولايات المتحدة وحصل على تصنيف 0.68 بين الفئة السكانية البالغة 18-49.

### استجابة حرجة
منح جيسي شيددين من آي جي إن الحلقة بتقييم 9 نجوم من أصل 10 قائلاً إن الحلقة «عبارة عن مرح مجنون يعرض ريك سانشيز في أحلك حالاته وأكثرها مرحاً». منحها ستيف غرين من IndieWire تصنيف "B +"، الذي شعر أنه «على الرغم من أنها عالقة بين حلقة حدث غير متوقع ومغامرة لائقة يحركها الحقد، لا تزال هناك أفكار وجودية كافية هنا لمضغها.» أعطى توم ريمان من Collider التصنيف "B"، الذي شعر أن «دان هارمون المؤلف المشارك للمسلسل قد واجه بعض الجدل على وسائل التواصل الاجتماعي، وهذه النهاية، إلى جانب رد ريك الأرض المحروقة، وعدم تحمل المسؤولية تجاه مورتي النقد، يلقي الحلقة في ضوء ساخر بشكل خاص يجعل من الصعب الاستمتاع بها بشكل كامل. نحن ثلاث حلقات في» الخمسة الآخرون«، وحتى الآن كانت كل واحدة (على الأقل جزئياً) صخباً حول مدى صعوبة كتابة ريك ومورتي. آمل أن تتمكن الحلقتان التاليتان من احتضان تفكيك الخيال العلمي الذكي بشكل كامل الذي جعل العرض فريداً جداً في المقام الأول.» حصلت الحلقة على جائزة Primetime Emmy Award لأفضل برنامج رسوم متحركة، وهو ثاني فوز للمسلسل بعد «ريك الخيار المخلل».

## موسيقى
- تم ضبط المونتاج الذي يظهر فيه مورتي باستخدام زر إعادة الضبط على أغنية " It's in the Way That You Use It " للمخرج إريك كلابتون وروبي روبرتسون.

## روابط خارجية
- حلقة برميل الأسيد  في قاعدة بيانات الأفلام على الإنترنت (بالإنجليزية)